# Casa de Montalto
La Casa de Montalto es una extinta casa nobiliaria hispano-napolitana, cuyo jefe ostentaba el ducado de Montalto, dignidad que en 1595 recibió la Grandeza de España, en la persona del v duque, concesión que fue confirmada posteriormente como hereditaria y que llevaron sus sucesores. La casa de Montalto se unió a lo largo de los siglos a las casas de Paternò, los Vélez, Villafranca y Medina Sidonia.
Ostentaba también los títulos de conde de Belcastro, barón de San Giovanni di Gerace, barón de Pietrapaola, barón de Motta San Giovanni, barón de Cropani, barón de Zagarise y señor de Petralia (hoy Petralia Sottana y Petralia Soprana).